# Lapide di Polla
La lapide di Polla (detta anche marmo di Polla, cippo di Polla), in latino lapis Pollae, è un'epigrafe in lingua latina incisa su una lastra in marmo di 70 cm di altezza per 74 cm di larghezza, il cui nome deriva dal luogo del rinvenimento, avvenuto nella località di San Pietro di Polla (nell'attuale provincia di Salerno). Il reperto è la più importante testimonianza scritta sulla strada romana che univa Capua a Reggio Calabria, comunemente nota come Via Capua-Rhegium (o Via Annia Popilia). Uno studio del contenuto e della sua rilevanza storica, accanto all'annalisi paleografica ed epigrafica la collocano con certezza nella prima metà del II sec. a.C.

## Ilcorpusdell'iscrizione
Il testo dell'iscrizione può essere diviso in diverse parti:
1. la prima presenta la struttura di un'iscrizione relativa ad opera pubblica: menziona la costruzione della via, l'edificazione dei suoi ponti e l'apposizione dei miliarii e tabellarii lungo il percorso;
2. la seconda parte informa sulle distanze che separano il punto in cui era collocata dalle città di Nuceria e Capua verso nord, Muranum, Cosenza, Vibo Valentia, lo Stretto (vi si menzionano le mansiones[2] "Ad Statuam Ad Fretum") e Reggio verso sud. Infine viene indicata la distanza totale da Capua a Reggio (321 miglia);
3. la terza parte contiene un autoelogio in cui l'autore si attribuisce il merito, da governatore della Sicilia, della riconsegna di 917 schiavi sfuggiti ai legittimi proprietari e della prima distribuzione, agli agricoltori, di quote di agro demaniale sottratto ai pastori;
4. la quarta ed ultima aggiunge inoltre la notizia della fondazione, in quel luogo e ad opera dello stesso magistrato, di un foro e di edifici pubblici.

Qui di seguito si propone l'immagine, il testo e una traduzione dell'iscrizione:
| Il Lapis pollæ | Trascrizione del testo originale |
| --- | --- |
| il "Lapis pollæ" della Via Popilia | VIAM·FECEI·AB·REGIO·AD·CAPUAM·ET IN·EA·VIA·PONTEIS·OMNEIS·MILIARIOS TABELARIOSQUE·POSEIVEI·HINCE·SUNT NOUCERIAM·MEILIA·LI·CAPUAM·XXCIIII MURANUM·LXXIIII·COSENTIAM·CXXIII VALENTIAM·CLXXX AD·FRETUM·AD STATUAM·CCXXXI ·REGIUM·CCXXXVII SUMA·AF·CAPUA·REGIUM·MEILIA·CCCXXI ET·EIDEM·PRAETOR·IN SICILIA·FUGITEIVOS·ITALICORUM CONQUAEISIVEI·REDIDEIQUE HOMINES·DCCCCXVII·EIDEMQUE PRIMUS·FECEI·UT·DE·AGRO·POPLICO ARATORIBUS·CEDERENT·PAASTORES FORUM·AEDISQUE·POPLICAS·HEIC·FECEI |
| Traduzione | |
| Feci la via da Reggio a Capua e in quella via posi tutti i ponti, i milliari e i tabellarii. Da questo punto a Nocera 51 miglia, a Capua 84, a Morano 74, a Cosenza 123, a Vibo Valentia 180, allo Stretto presso la Statua 231, a Reggio 237. da Capua a Reggio in totale 321 miglia. E io stesso, pretore in Sicilia, catturai e riconsegnai gli schiavi fuggitivi degli Italici, per un totale di 917 uomini, e parimenti per primo feci in modo che sull'agro pubblico i pastori cedessero agli agricoltori. In questo luogo eressi un foro e un tempio pubblici. | |

## Ipotesi di identificazione e datazione
Il magistrato non è nominato nell'epigrafe o, più probabilmente, il suo nome era inciso su un altro blocco di testo andato perduto. Sono state avanzate delle ipotesi di attribuzione, per giungere ad una data di costruzione della strada:
1. Il riferimento alla riconsegna degli schiavi potrebbe collegarsi alla prima rivolta servile siciliana del 135-132 a.C., mentre le concessioni demaniali agli agricoltori potrebbero riferirsi alle distribuzioni di quote di ager publicus, di cui si ha notizia certa nella regione, avvenute in quell'epoca a seguito della riforma agraria di Tiberio Gracco. Questi elementi sono alla base dell'ipotesi avanzata dal Mommsen, la più autorevole, che individua il magistrato in Publio Popilio Lenate, console del 132 a.C., che avrebbe fondato quel Forum Popilii, segnato sulla Tabula Peutingeriana;
2. l'analisi dei caratteri paleografici e linguistici induce altri studiosi a retrodatarla alla prima metà del II secolo a.C. e quindi ad identificare il costruttore in Marco Popilio, console nel 173 a.C.;
3. il rinvenimento presso Vibo Valentia di un milliario con il testo "CCLX / T(itus) Annius T(iti) f(ilius) pr(aetor)" [4] e l'esistenza di un forum Anni, fa propendere  altri studiosi, tra cui Vittorio Bracco[5], verso una diversa ipotesi: l'artefice dell'opera viaria sarebbe stato il console Tito Annio Lusco, in carica nel 153 a.C., o Tito Annio Rufo, in carica nel 131 a.C.
4. il tentativo di superare la discrasia tra le due iscrizioni ha suggerito infine la possibilità che Publio Popilio Lenate, promotore dell'opera, non sia tuttavia riuscito a completarla prima della scadenza del suo consolato del 132 a.C. A terminarla sarebbe stato Tito Annio Rufo, uno dei pretori del 131 a.C. Ciò però sembra molto improbabile, dato che la via sarebbe stata iniziata da Reggio, e l'iniziatore, come si evince dal citato cippo miliare, fu un Tito Annio, figlio di Tito, con la carica di pretore.